# داروینیسم همگانی
داروینیسم همگانی (انگلیسی: universal Darwinism) که همچنین با نام‌های داروینیسم عمومی (انگلیسی: generalized Darwinism)، نظریه انتخاب همگانی (انگلیسی: universal selection theory) یا متافیزیک داروینی (انگلیسی: Darwinian metaphysics) شناخته می‌شود، اشاره به رویکردهای گوناگونی دارد که دامنه نظریه داروینیسم را فرای حیطه اصلی فرگشت روی زمین گسترش می‌دهد. داروینیسم همگانی قصد دارد که نسخه‌ای عمومی از مکانیسم‌های تغییر، انتخاب و وراثت که توسط چارلز داروین پیشنهاد شده‌اند، تهیه کند که بتوانند به کار گرفته شوند تا فرگشت را در طیف گسترده‌ای از حیطه‌های دیگر شامل روان‌شناسی، اقتصاد، فرهنگ، پزشکی، علوم رایانه و فیزیک توضیح دهند.
نمونه‌هایی از الگوهایی که فرض شده است دستخوش تغییر و انتخاب و در نتیجه سازگاری می‌شوند، عبارتند از ژن‌ها، ایده‌ها (میم‌ها)، نظریه‌ها، فناوری‌ها، نورون‌ها و ارتباطات آنها، کلمات، برنامه‌های کامپیوتری، شرکت‌ها، آنتی‌بادی‌ها، نهادها، سیستم‌های حقوقی و قضایی، حالت‌های کوانتومی و حتی جهان‌های کامل.